# Veniliodes
Veniliodes là một chi bướm đêm thuộc họ Geometridae.